# National Airways Ethiopia
The Spirit of a rising nation
National Airways Ethiopia, anciennement connue sous le nom d'Air Ethiopia et d'Addis Airlines, est une compagnie aérienne privée basée à Addis-Abeba, en Éthiopie. Elle a été créée en 2007 et opère depuis 2009,.

## Historique
National Airways a été fondée sous le nom d'Air Ethiopia en novembre 2007 par Abera Lemi et rebaptisée Addis Airlines en 2009. Il avait auparavant travaillé pour la compagnie aérienne éthiopienne, Ethiopian Airlines. En 2010, la compagnie aérienne a été renommée sous le nom actuel.
En novembre 2017, la compagnie aérienne a acheté trois avions Embraer ERJ 145 à NovoAir, une compagnie aérienne du Bangladesh, avec le soutien financier d'Airstream International Group (AIG).
En septembre 2019, la compagnie aérienne a annoncé qu'elle avait été autorisée à commencer à exploiter des services intérieurs (réguliers) par l'Autorité éthiopienne de l'aviation civile (ECAA), bien que l'ECAA ait précisé que l'approbation était "en principe" et qu'elle "travaillait toujours sur les détails".

## Flotte
National Airways exploite les avions suivants :
| Avion                      | En service | Commandes | Passagers | Passagers | Passagers | Notes            |
| Avion                      | En service | Commandes | J         | Y         | Total     | Notes            |
| -------------------------- | ---------- | --------- | --------- | --------- | --------- | ---------------- |
| Fokker 50                  | 1          | —         | NA        | NA        | NA        |                  |
| Beechraft 1900D            | 1          | —         | NA        | NA        | NA        | [ 3 ]            |
| Embraer ERJ 145            | 4          | —         | NA        | NA        | NA        | ,                |
| De Havilland Canada Dash 8 | 4          | —         | NA        | NA        | NA        | Acheté à NovoAir |
| Flotte Cargo               |            |           |           |           |           |                  |
| Boeing 737F                | 1          | —         | Cargo     | Cargo     | Cargo     |                  |
| Total                      | 11         | 0         |           |           |           |                  |

## Destinations
La compagnie exploite des vols réguliers vers des villes d'Éthiopie, de Somalie et du Somaliland. Elle propose aussi des vols charters vers l'Érythrée,. Tous les vols partent d'Abbis-Abeba.
| Destination | Fréquence          |
| ----------- | ------------------ |
| Mekele      | 7 fois par semaine |
| Dire Dewa   | 5 fois par semaine |
| JigJiga     | 5 fois par semaine |
| Bahirdar    | 3 fois par semaine |
| Mogadiscio  | 4 fois par semaine |
| Bosaso      | 4 fois par semaine |
| Gorowe      | 4 fois par semaine |
| Hargeisa    | 4 fois par semaine |
| Asmara      | Charter            |